# Health On the Net Foundation
Health On the Net Foundation (HON) es una organización sin fines de lucro fundada en 1995 cuya base se encuentra en Suiza.
Su misión es ayudar a pacientes y practicantes médicos a encontrar información útil y confiable información médica y sanitaria en línea.
A Health On the Net Foundation (Fundación Salud en la Red) le fue concedido el 23 de julio de 2002 el status de ONG por el Consejo Económico y Social de las Naciones Unidas.

## Código HON
La Fundación HON publicó un código de conducta (HONcode) para sitios web médicos y sanitarios para lograr la confiabilidad y utilidad de la información en la Internet.
El código HON no está diseñado para estimar la veracidad de la información proveída por el sitio.
Más bien, el código sólo estatuye que el sitio se mantiene en los estándares, para que los lectores puedan saber la fuente y el propósito de la información médica presentada.

### Principios
Los principios del código HON son:
- Autoridad

Información y consejos dados solo por profesionales médicos, o un claro aviso si éste no es el caso.
- Complementariedad

La información y la ayuda son para apoyar, no para reemplazar, las relaciones paciente-profesional de la salud las cuales son los medios deseados de contacto.
- Confidencialidad

- Atribución

Referencias a la fuente de información (URL si está disponible en línea.)
- Justificabilidad

Cualquier tratamiento, producto o servicio debe ser sostenido por información científica balanceada y bien referenciada.
- Transparencia de la autoría

Información del contacto, preferentemente con la dirección de correo electrónico, de los autores debe estar disponible.
- Transparencia del patrocinio

- Honestidad en publicidad y política editorial

## Controversia
Un artículo periodístico planteó un número de problemas con el logo del Código HON, indicando que los consumidores podrían identificarlo como un premio o interpretarlo como un indicador de información valiosa.
Otras cuestiones con el Código HON fueron discutidas en el Journal of Medical Internet Research, un prestigioso diario digital de medicina.
Los sitios web que no cumplen con el Código HON pueden continuar mostrando el logo, ya que Health On the Net Foundation no tiene medios para obligar al webmaster a sacarlo.
Clickear en ese logo para la verificación, no indicará que ese sitio se encuentra fuera del cumplimiento, ya que el código sólo indica que sitios están experimentando una revisión anual.
De ahí, los sitios web que no cumplen el Código HON pueden continuar mostrando su logo, cuestionando así todos sus principios.
Otros problemas con la aplicación de los principios del Código HONson que HON no tiene los medios para verificar muchos de los principios, tanto credenciales (médicas u otras) indicadas en los sitios que muestran el logo, o que el copyright o la confidencialidad no es violada por los webmasters.
El Código HON cuenta con el webmaster para el cumplimiento honesto de los principios.